# Saison 5 de Grey's Anatomy : Station 19
 (mai 2022).
Si vous disposez d'ouvrages ou d'articles de référence ou si vous connaissez des sites web de qualité traitant du thème abordé ici, merci de compléter l'article en donnant les références utiles à sa vérifiabilité et en les liant à la section « Notes et références ».
Chronologie
Saison 4 Saison 6
Cet article présente le guide des épisodes de la cinquième saison de la série télévisée américaine Grey's Anatomy : Station 19.

## Synopsis
Comme dans la série originale, Grey's Anatomy, cette saison prend place dans un monde post-covid. Le début de la saison se passe 10 mois après la fin de la saison 4 qui se terminait avec le mariage de Maya Bishop et Carina Deluca.

## Distribution

### Acteurs principaux
- Jaina Lee Ortiz (VF : Stéphanie Hédin) : Andrea « Andy » Herrera, lieutenante
- Jason George (VF : Denis Laustriat) : Ben Warren, pompier
- Grey Damon (VF : Thibaut Lacour et Benjamin Gasquet)  : Jack Gibson, lieutenant
- Barrett Doss (en) (VF : Déborah Claude) : Victoria « Vic » Hughes, pompière
- Jay Hayden (en) (VF : Valentin Merlet) : Travis Montgomery, pompier
- Okieriete Onaodowan (en) (VF : Namakan Koné) : Dean Miller, pompier
- Danielle Savre (VF : Ariane Aggiage) : Maya Bishop, capitaine
- Boris Kodjoe (VF : Daniel Lobé) : Robert Sullivan, chef
- Stefania Spampinato (VF : Audrey Sourdive) : Dr Carina Deluca, obstétrique et gynécologue
- Carlos Miranda : Theo Ruiz, lieutenant

### Acteurs récurrents
- Lachlan Buchanan (VF : Jim Redler) : Emmett Dixon
- Josh Randall : Capitaine Sean Beckett
- Robert Curtis Brown : Paul Montgomery, père de Travis
- Lindsey Gort : Ingrid Saunders
- Alain Uy : Captain Pat Aquino
- Natasha Ward : Deja Duval
- Shane Hartline : Maddox
- Merle Dandridge : Natasha Ross, chef des pompiers
- Barbara Eve Harris : Ifeya Miller, mère de Dean
- Jeffrey D. Sams : Bill Miller, père de Dean

### Invités
- Tracie Thoms (VF : Nathalie Homs): Dre Diane Lewis
- Jayne Taini (VF : Colette Venhard) : Marsha Smith
- Jeanne Sakata (en) (VF : Anne Plumet) : Nari Montgomery, mère de Travis
- Pat Healy (VF : Sylvain Agaësse) : Michael Dixon

### Invités deGrey's Anatomy
- James Pickens Jr. (VF : Said Amadis) : Dr Richard Webber
- Chandra Wilson (VF : Zaïra Benbadis) : Dr Miranda Bailey, chef de la chirurgie au Grey Sloan Memorial Hospital
- Kevin McKidd (VF : Alexis Victor) : Dr Owen Hunt
- Jaicy Elliot (VF : Diane Kristanek) : Dre Taryn « Hellmouth » Helm
- Kim Raver (VF : Juliette Degenne) : Dre Teddy Altman

## Épisodes

### Épisode 1:La Résurrection du phœnix
- États-Unis /  Canada : 30 septembre 2021[1] sur ABC / CTV
- Suisse : 2 août 2022 sur RTS 1
- Belgique : 30 septembre 2022 sur RTL-TVI
- France : 19 avril 2023 sur TF1

- États-Unis : 5,04 millions de téléspectateurs (première diffusion)

Herrera se retrouve dans une autre station composée uniquement d'hommes et doit faire face au sexisme de l'équipe. Sullivan essaye de la convaincre de se remettre ensemble.

### Épisode 2:Programme pilote
- États-Unis /  Canada : 7 octobre 2021 sur ABC / CTV
- Suisse : 2 août 2022 sur RTS 1
- Belgique : 7 octobre 2022 sur RTL-TVI
- France : 19 avril 2023 sur TF1

- États-Unis : 4,29 millions de téléspectateurs (première diffusion)

### Épisode 3:Quelle chaleur
- États-Unis /  Canada : 14 octobre 2021 sur ABC / CTV
- Suisse : 9 août 2022 sur RTS 1
- Belgique : 14 octobre 2022 sur RTL-TVI
- France : 26 avril 2023 sur TF1

- États-Unis : 4,29 millions de téléspectateurs (première diffusion)

### Épisode 4:Tout ou rien
- États-Unis /  Canada : 21 octobre 2021 sur ABC / CTV
- Suisse : 9 août 2022 sur RTS 1
- Belgique : 14 octobre 2022 sur RTL-TVI
- France : 26 avril 2023 sur TF1

- États-Unis : 4,65 millions de téléspectateurs (première diffusion)

### Épisode 5:Le Prix du feu
- États-Unis /  Canada : 11 novembre 2021 sur ABC / CTV
- Suisse : 16 août 2022 sur RTS 1
- Belgique : 21 octobre 2022 sur RTL-TVI
- France : 3 mai 2023 sur TF1

- États-Unis : 4,58 millions de téléspectateurs (première diffusion)

### Épisode 6:Le Jour d'après
- États-Unis /  Canada : 18 novembre 2021 sur ABC / CTV
- Suisse : 16 août 2022 sur RTS 1
- Belgique : 21 octobre 2022 sur RTL-TVI
- France : 3 mai 2023 sur TF1

- États-Unis : 4,85 millions de téléspectateurs (première diffusion)

### Épisode 7:Une maison n'est pas un foyer
- États-Unis /  Canada : 9 décembre 2021 sur ABC / CTV
- Suisse : 23 août 2022 sur RTS 1
- Belgique : 4 novembre 2022 sur RTL-TVI
- France : 10 mai 2023 sur TF1

- États-Unis : 4,07 millions de téléspectateurs (première diffusion)

### Épisode 8:Tout ce que je veux pour Noël, c'est toi
- États-Unis /  Canada : 16 décembre 2021 sur ABC / CTV
- Suisse : 23 août 2022 sur RTS 1
- Belgique : 4 novembre 2022 sur RTL-TVI
- France : 10 mai 2023 sur TF1

- États-Unis : 4,69 millions de téléspectateurs (première diffusion)

### Épisode 9:Retour aux sources
- États-Unis /  Canada : 24 février 2022 sur ABC / CTV
- Suisse : 30 août 2022 sur RTS 1
- Belgique : 11 novembre 2022 sur RTL-TVI
- France : 17 mai 2023 sur TF1

- États-Unis : 4,98 millions de téléspectateurs (première diffusion)

### Épisode 10:À la recherche du fantôme
- États-Unis /  Canada : 3 mars 2022 sur ABC / CTV
- Suisse : 30 août 2022 sur RTS 1
- Belgique : 11 novembre 2022 sur RTL-TVI
- France : 17 mai 2023 sur TF1

- États-Unis : 4,46 millions de téléspectateurs (première diffusion)

### Épisode 11:Les Petites choses qu'on fait ensemble
- États-Unis /  Canada : 10 mars 2022 sur ABC / CTV
- Suisse : 6 septembre 2022 sur RTS 1
- Belgique : 18 novembre 2022 sur RTL-TVI
- France : 24 mai 2023 sur TF1

- États-Unis : 4,25 millions de téléspectateurs (première diffusion)

### Épisode 12:Dans mon arbre
- États-Unis /  Canada : 17 mars 2022 sur ABC / CTV
- Suisse : 6 septembre 2022 sur RTS 1
- Belgique : 19 novembre 2022 sur RTL-TVI
- France : 24 mai 2023 sur TF1

- États-Unis : 4,24 millions de téléspectateurs (première diffusion)

### Épisode 13:Acier froid et feu sucré
- États-Unis /  Canada : 24 mars 2022 sur ABC / CTV
- Suisse : 13 septembre 2022 sur RTS 1
- Belgique : 25 novembre 2022 sur RTL-TVI
- France : 31 mai 2023 sur TF1

- États-Unis : 4,60 millions de téléspectateurs (première diffusion)

### Épisode 14:Seuls dans l'obscurité
- États-Unis /  Canada : 31 mars 2022 sur ABC / CTV
- Suisse : 13 septembre 2022 sur RTS 1
- Belgique : 25 novembre 2022 sur RTL-TVI
- France : 31 mai 2023 sur TF1

- États-Unis : 4,44 millions de téléspectateurs (première diffusion)

### Épisode 15:Quand la fête est finie
- États-Unis /  Canada : 7 avril 2022 sur ABC / CTV
- Suisse : 20 septembre 2022 sur RTS 1
- Belgique : 2 décembre 2022 sur RTL-TVI
- France : 7 juin 2023 sur TF1

- États-Unis : 4,52 millions de téléspectateurs (première diffusion)

### Épisode 16:La Jeune fille et la mort
- États-Unis /  Canada : 5 mai 2022 sur ABC / CTV
- Suisse : 20 septembre 2022 sur RTS 1
- Belgique : 2 décembre 2022 sur RTL-TVI
- France : 7 juin 2023 sur TF1

- États-Unis : 4,28 millions de téléspectateurs (première diffusion)

### Épisode 17:Histoires de famille
- États-Unis /  Canada : 12 mai 2022 sur ABC / CTV
- Suisse : 27 septembre 2022 sur RTS 1
- Belgique : 9 décembre 2022 sur RTL-TVI
- France : 14 juin 2023 sur TF1

- États-Unis : 3,95 millions de téléspectateurs (première diffusion)

### Épisode 18:Échapper aux retombées
- États-Unis /  Canada : 19 mai 2022 sur ABC / CTV
- Suisse : 28 septembre 2022 sur RTS 1
- Belgique : 9 décembre 2022 sur RTL-TVI
- France : 14 juin 2023 sur TF1

- États-Unis : 4,28 millions de téléspectateurs (première diffusion)